# Copa Providencia BCI 2013
Il Copa Providencia BCI 2013 è stato un torneo di tennis facente parte della categoria ITF Women's Circuit nell'ambito dell'ITF Women's Circuit 2013. Il torneo si è giocato a Santiago in Cile dal 9 al 15 dicembre 2013 su campi in terra rossa e aveva un montepremi di $25,000.

## Vincitrici

### Singolare
Verónica Cepede Royg ha battuto in finale  María Irigoyen con il punteggio di 6–3, 6–4

### Doppio
Verónica Cepede Royg /  María Irigoyen hanno battuto in finale  Cecilia Costa Melgar /  Daniela Seguel con il punteggio di 2–6, 6–4, [10–5]